# Họ Chích tiên
Họ Chích tiên (danh pháp khoa học: Stenostiridae) là một họ chứa các loài chim dạng sẻ nhỏ được đề xuất theo kết quả của các nghiên cứu gần đây trong hệ thống học phân tử. Chúng nói chung được gọi là chích stenostirid.
Nhánh mới này được đặt tên theo chích tiên (Stenostira scita), một loài khác biệt trước đây đặt trong họ Đớp ruồi (Muscicapidae). Nó hợp nhất với "đớp ruồi sylvioid": chi Elminia (trước đây đặt trong Monarchinae) và chi liên minh gần gũi trước đây thuộc họ Đớp ruồi là Culicicapa.

## Các loài
Các chi và loài của họ này là:
- Chi Chelidorhynx
  - Chelidorhynx hypoxantha: Rẻ quạt bụng vàng (đồng nghĩa Rhipidura hypoxantha, trước đây xếp trong họ Rhipiduridae)[3][4].
- Chi Stenostira – "chích" tiên hay "đớp ruồi" tiên
  - Stenostira scita: Chích tiên
- Chi Elminia – bao gồm cả Trochocercus
  - Elminia albicauda: Đớp ruồi lam đuôi trắng
  - Elminia albiventris: Đớp ruồi mào bụng trắng
  - Elminia albonotata: Đớp ruồi mào đuôi trắng
  - Elminia longicauda: Đớp ruồi lam châu Phi
  - Elminia nigromitrata: Đớp ruồi mào tối màu
- Chi Culicicapa
  - Culicicapa ceylonensis: Đớp ruồi đầu xám
  - Culicicapa helianthea: Đớp ruồi vàng chanh

Các loài khác của châu Phi và châu Á có thể rơi vào nhánh mới này một cách có thể hiểu được. Các loài đớp ruồi-sẻ ngô (chi Myioparus) dường như là đớp ruồi thật sự về mặt hình thái có phần nào đó hội tụ lại với Stenostira .

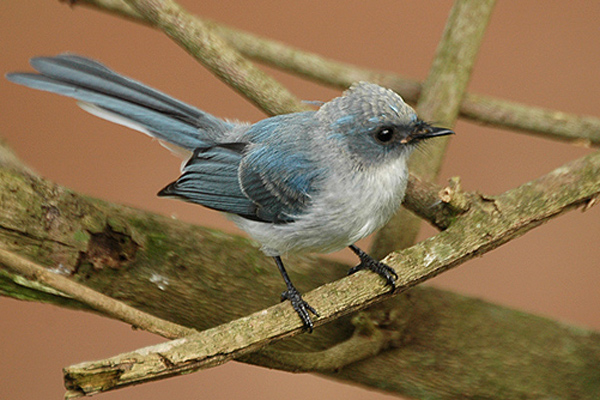
Đớp ruồi lam đuôi trắng. Chụp tại Bwindi, tây nam Uganda

Họ Stenostiridae khi xét tổng thể có quan hệ họ hàng với các loài phàn tước và bạc má. Tất cả các nhóm này dường như có quan hệ họ hàng gần với siêu họ Sylvioidea hơn là các nhóm khác của cận bộ Passerida, nhưng điều này không được hỗ trợ đủ mạnh với các dữ liệu có sẵn hiện tại và chúng có thể tạo thành một siêu họ khác biệt và cơ sở hơn